# La Guéville
La Guéville, du nom d'une petite rivière, la Guéville, prenant sa source dans le parc du château de Rambouillet, est une maison de production cinématographique fondée et dirigée par le cinéaste Yves Robert et son épouse, l'actrice Danièle Delorme. La maison de production a remporté des succès dès sa création avec La Guerre des boutons ou Alexandre le Bienheureux, tous deux d'Yves Robert. La Guéville a aidé les débuts des acteurs Pierre Richard et Zabou Breitman comme réalisateurs et a également produit des films des réalisateurs Jacques Doillon, Pierre Étaix ou Marin Karmitz.

## Films produits
- La Guerre des boutons (1962), d'Yves Robert
- Bébert et l'Omnibus (1963), d'Yves Robert
- Les Copains (1964), de Yves Robert
- Tant qu'on a la santé (1965), de Pierre Étaix
- La Communale (1965), de Jean L'Hôte
- Marie Soleil (1966), d'Antoine Bourseiller (premier film)
- La vie de château (1966), de Jean-Paul Rappeneau
- Sept Jours ailleurs (1967), de Marin Karmitz
- Alexandre le Bienheureux (1967) d'Yves Robert
- Un grand amour (1968), de Pierre Étaix
- Pierre et Paul (1968), de René Allio
- La Chinoise (1968), de Jean-Luc Godard
- Clérambard (1969), d'Yves Robert
- Camarades (1969), de Marin Karmitz
- Le Distrait (1970), de Pierre Richard (premier film)
- Les Malheurs d'Alfred (1971), de Pierre Richard
- Le Grand Blond avec une chaussure noire (1972), d'Yves Robert
- Un nuage entre les dents (1973), de Marco Pico
- Salut l'artiste (1973), de Yves Robert
- Absences répétées (1974), de Guy Gilles
- La Grande Paulette (1974), de Gerald Calderon
- Le Retour du Grand Blond (1974), de Yves Robert
- Que la fête commence... (1975), de Bertrand Tavernier
- Ce gamin, là (1975), de Renaud Victor
- Le Petit Marcel (1976), de Jacques Fansten
- Le Plein de super (1976), de Alain Cavalier
- Un éléphant ça trompe énormément (1976), d'Yves Robert
- Nous irons tous au paradis (1977), d'Yves Robert
- Trocadéro bleu citron (1978), de Michaël Schock
- Sale Rêveur (1978), de Jean-Marie Périer
- Les Petits Câlins (1978), de Jean-Marie Poiré
- Martin et Léa (1979), d'Alain Cavalier
- Femme entre chien et loup (1979), d'André Delvaux
- La Femme qui pleure (1979), de Jacques Doillon
- La Drôlesse (1979), de Jacques Doillon
- Courage fuyons (1979), d'Yves Robert
- La Fille prodigue (1981), de Jacques Doillon
- Un étrange voyage (1981), d'Alain Cavalier
- Qu'est-ce qui fait courir David ? (1982), d'Élie Chouraqui
- Le Jumeau (1984), d'Yves Robert
- Lune de miel (1985), de Patrick Jamain
- L'Été 36 (1986), de Yves Robert (téléfilm en 2 épisodes)
- Fréquence meurtre (1988), d'Élisabeth Rappeneau
- La Gloire de mon père (1990), d'Yves Robert
- Le Château de ma mère (1990), d'Yves Robert
- Le Bal des casse-pieds (1992), d'Yves Robert
- Loulou Graffiti (1992), de Christian Lejalé
- Les Eaux dormantes (1992), de Jacques Tréfouël
- Montparnasse-Pondichéry (1993), d'Yves Robert
- Sortez des rangs (1995), de Jean-Denis Robert
- Himalaya : L'Enfance d'un chef (1999), d'Éric Valli
- Le Peuple migrateur  (2001), de Jacques Perrin
- Se souvenir des belles choses (2002), de Zabou Breitman (premier film)
- L'Équipier (2003), de Philippe Lioret
- Joyeux Noël (2005), de Christian Carion